# Citokinski receptor
Citokinski receptori su receptori koji vezuju citokine.

Citokinski receptori su bili intenzivno studirani u toku zadnjih par decenija. Deo razloga za povećan interes u ovaj tip receptora su njihove izuzetne karakteristike, ali isto tako i činjenica da je umanjeno prisustvo citokinskih receptora direktno povezano sa pojedinim imunodeficijentnim stanjima. 

## Klasifikacija
- Tip I citokinski receptori, čiji članovi sadrže specifične konzervirane motive u njihovom ekstracelularnom aminokiselinskom domenu. IL-2 receptor pripada ovoj grupi.
- Tip II citokinski receptori, čiji članovi su uglavnom receptori interferona.
- Imunoglobulinska (Ig) superfamilija, koja je prisutna u mnogim vrstama ćelija i tkiva u telu kičmenjaka.
- Familija receptora faktora nekroze tumora, čiji članovi imaju zajednički cistein-bogati ekstracelularni domen vezivanja, i u koje se svrstava nekoliko drugih ne-citokinskih liganda kao što su CD40, CD27 i CD30.
- Hemokinski receptori, dva od kojih dejstvuju kao proteini HIV vezivanja (CXCR4 i CCR5). Oni su G protein spregnuti receptori.
-TGF beta receptori

## Literatura
- Coico, Richard; Geoffrey Sunshine (2009). Immunology: a short course. Wiley-Blackwell. стр. 174—. ISBN 9780470081587. Приступљено 28. 11. 2010.

## Spoljašnje veze
- Cytokine+receptors на 